# 考文垂 (康涅狄格州)
考文垂（英語：Coventry）是位于美国康涅狄格州托兰县的一个镇，根据美国人口调查局2000年统计，共有人口11,504人，其中白人占96.95%。

## 友好城市
- 英国考文垂